# Danger Zone (canción)
"Danger Zone" es una canción, con música compuesta por Giorgio Moroder y letra escrita por Tom Whitlock, que el cantante y compositor estadounidense Kenny Loggins grabó y lanzó en 1986. La canción fue uno de los sencillos exitosos de la banda sonora de la película estadounidense de 1986 Top Gun, la banda sonora más vendida de 1986 y una de las más vendidas de todos los tiempos. Según Allmusic.com, el álbum "sigue siendo un artefacto por excelencia de mediados de los años 80" y los éxitos del álbum "todavía definen el sonido melodramático y rimbombante que dominó las listas de éxitos de la época".

## Músicos
- Kenny Loggins: voces y guitarra rítmica
- Dann Huff: guitarra principal
- Giorgio Moroder: sintetizador, secuenciador y caja de ritmos
- Tom Whithlock: sintetizador
- Tom Scott: saxofón